# Honda FR-V
Le FR-V (pour Flexible Recreational Vehicle) est un monospace compact de la marque japonaise Honda.
Il est sorti en 2004 et s'appelle Honda Edix au Japon.
Comme le Fiat Multipla, il dispose de 6 places, à raison de 2 rangées de 3 sièges.
En 2007, à l'occasion d'un léger restylage, les moteurs 1.7 i-VTEC et 2.0 i-VTEC sont remplacés par le nouveau 1.8 i-VTEC de la Honda Civic.
Sa production a été arrêtée en 2009 après une carrière très faible, autant au Japon qu'en Europe.